# Basilique Saint-Paul de Narbonne
Pour les articles homonymes, voir Église Saint-Paul.
La basilique Saint-Paul de Narbonne est une basilique mineure catholique située à Narbonne, en France. C'est une ancienne collégiale également appelée basilique Saint-Paul-Serge.

## Localisation
La basilique est située sur la commune de Narbonne, dans le département français de l'Aude.

## Historique

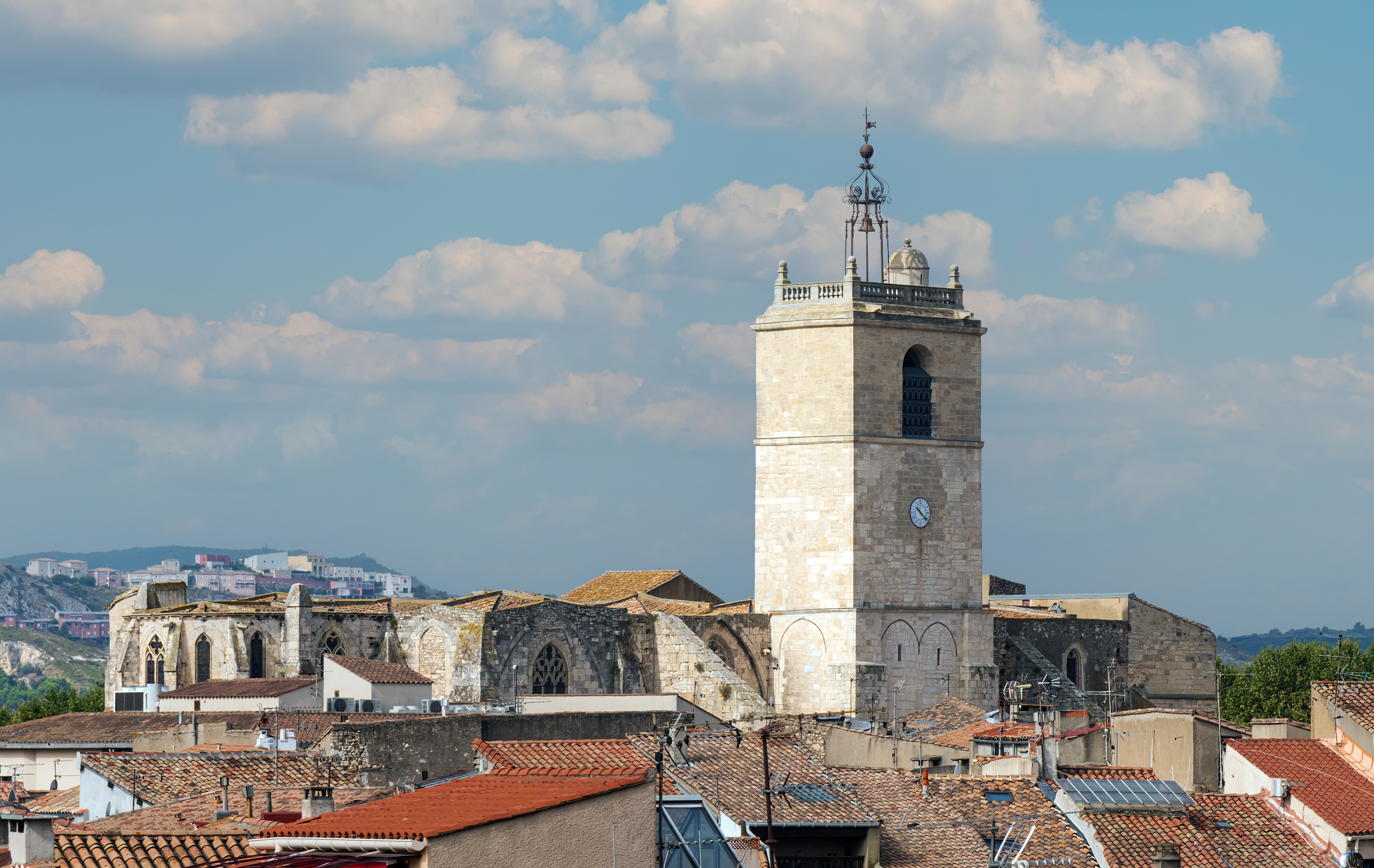
La Basilique Saint-Paul vue de la tour sud du Palais des Archevêques

Un premier édifice incendié au Ve siècle est rebâti. La ville de Narbonne est conquise par les armées musulmanes en 719. Une mosquée sera installée dans une partie de l’atrium de l’ancienne basilique. Elle sera ensuite détruite après la reconquête mérovingienne de 759, n’a laissé aucune trace. Le Palais des Archevêques de Narbonne a également été comme lieu site historique de cette ancienne mosquée. Selon l'anthropologue Jean-François Clément, elle est une des plus anciennes mosquées ayant été construite sur le territoire français.
Une église préromane est reconstruite vers 1180 aux dimensions de l'église actuelle avec une nef, un transept non saillant et un chœur. Ce dernier détruit au début du XIIe siècle est reconstruit en 1224 sous l'impulsion de l'abbé Robaldus (ou Robaldo) qui deviendra par la suite évêque de Pavie en 1232 ; au cours de cette reconstruction le transept, la nef et les bas-côtés sont repris et transformés. Le tombeau de saint Paul, premier évêque de Narbonne qui selon la tradition serait le proconsul Sergius Paulus, est transféré en 1244 dans le chœur de l'église. Les travaux se terminent en 1265.
Après un incendie de la couverture de la nef survenu en 1368, les voûtes et le clocher porche sont refaits. Les deux travées occidentales sont reconstruites de 1432 à 1458. Au XVIe siècle, six piles de la nef sont renforcées par de puissants massifs circulaires.
Au tout début du XVIe, on songea à l’élévation d’un clocher, sur le porche occidental. Toutefois, ce clocher resta inachevé depuis 1508, époque où les nouveaux remparts furent adossés à la façade de l’église.
La composition actuelle est le résultat de nombreux travaux et restaurations diverses, qui commencèrent dès le XVe siècle par des modifications de la nef. Vers 1534, six piles de la nef furent entourées d’un massif circulaire, et la dernière chapelle du bas-côté Sud fut remaniée vers 1534. En 1751, le clocher fut consolidé et exhaussé d’un étage. Mais la plus importante campagne de restauration entreprise à Saint-Paul est le fruit du travail d’Henri Nodet, qui refit les grandes baies des croisillons du transept et restitua les balustrades dans les galeries du déambulatoire et du chœur au XXe siècle. En outre, il est à noter que le pape Pie XII érigea l’église en basilique mineure en 1953.
L'édifice est classé au titre des monuments historiques en 1862.

## Intérieur
Le décor de certains chapiteaux de la nef représentent des damnés dévorés par des monstres. Les piles circulaires du chœur sont ornées de beaux chapiteaux dont les feuilles d'acanthe formant frise sont surmontées de marguerites dans les intervalles.
Dans le chœur, au-dessus des stalles, se trouvent quatre tableaux de Jacques Gamelin représentant l'Assomption de la Vierge, Saint Charles Boromée distribuant le viatique dans les rues de Milan, Saint Augustin défendant le mystère de l'incarnation devant une réunion d'évêques et Jésus prêchant sur la montagne.
Dans le transept gauche, des vantaux d'une porte Renaissance sont encastrés dans le mur et étaient surmontés de quatre tapisseries d'Aubusson de 1696 dont certaines ont disparu.
Enfin il faut signaler le fameux bénitier encastré dans le pilier droit en entrant dans l'église par la porte méridionale : au fond de ce bénitier se trouve une grenouille sculptée que le poète Frédéric Mistral a popularisée. Il raconte en effet dans Mes origines, mémoires et récits la légende suivante : le menuisier Pignol reproche à son fils Pignolet, compagnon venant de terminer son tour de France, de ne pas avoir vu à Narbonne le chef-d'œuvre des chefs-d'œuvre à savoir la grenouille qui se trouve au fond du bénitier de l'église Saint-Paul. Pignolet obligé de retourner à Narbonne pour voir la fameuse grenouille, lui casse une patte d'un coup de maillet ; l'eau bénite serait devenue immédiatement rouge sang et depuis lors la vasque du bénitier serait restée rougeâtre.

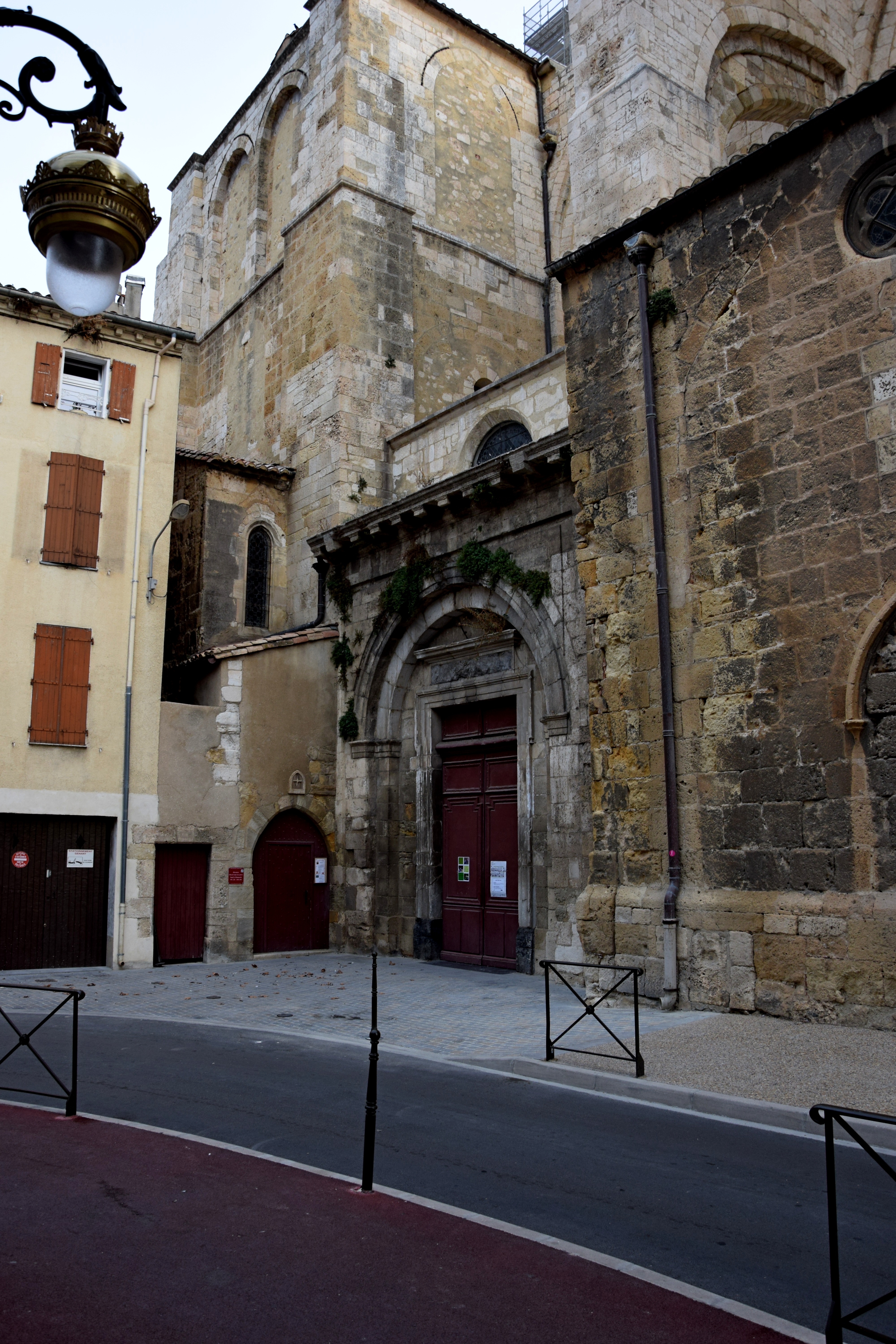
Entrée rue de l'Hôtel-Dieu.
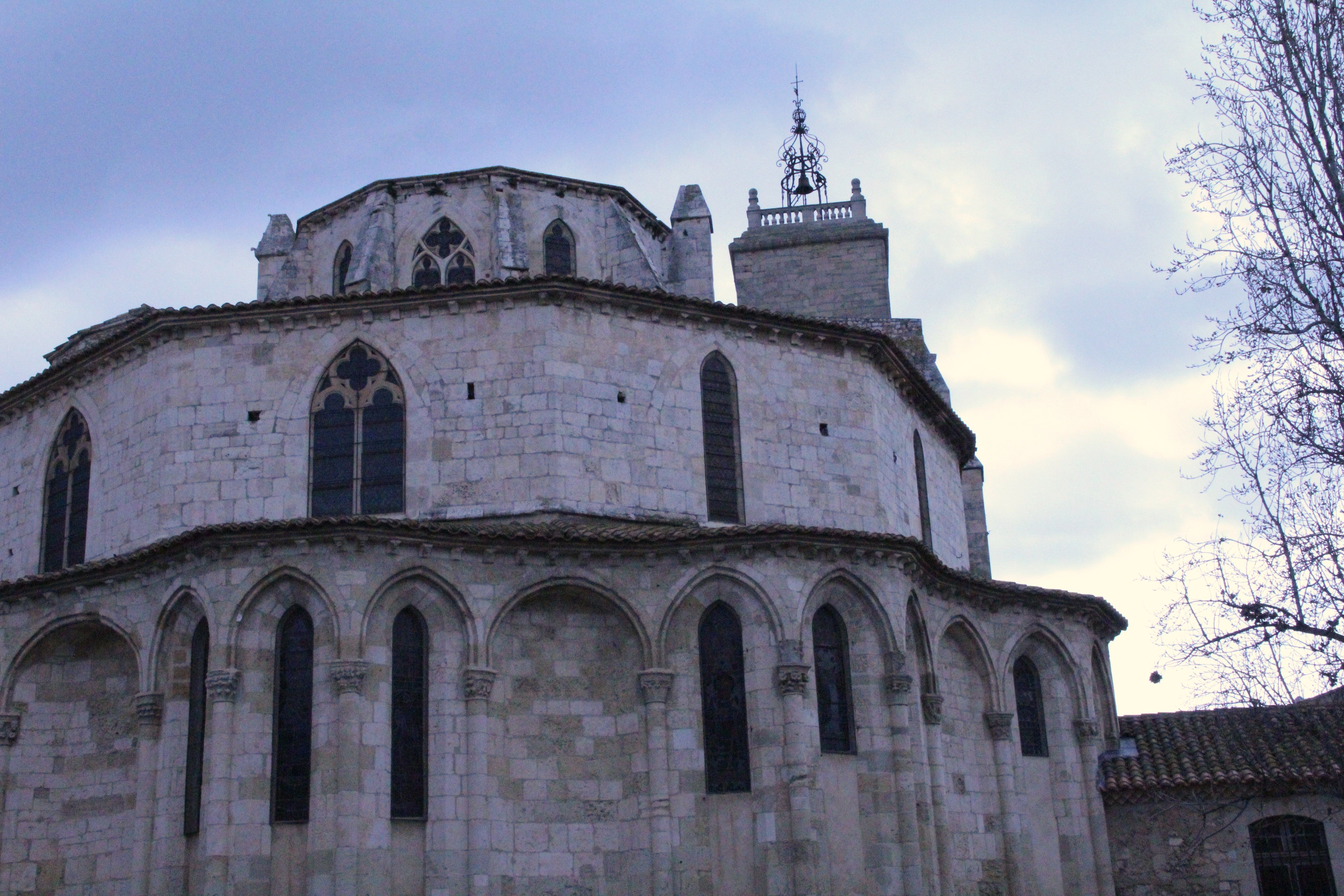
Chevet.
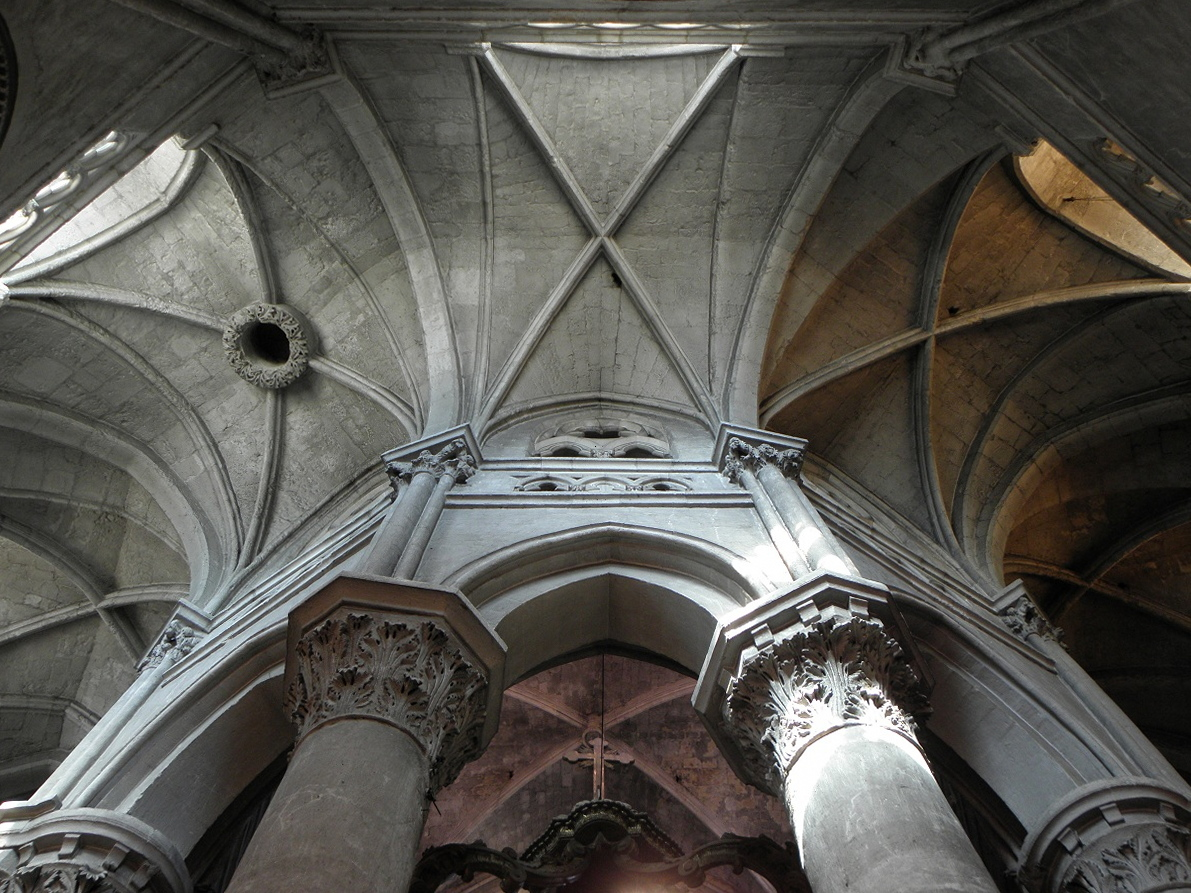
Voûtes du déambulatoire.
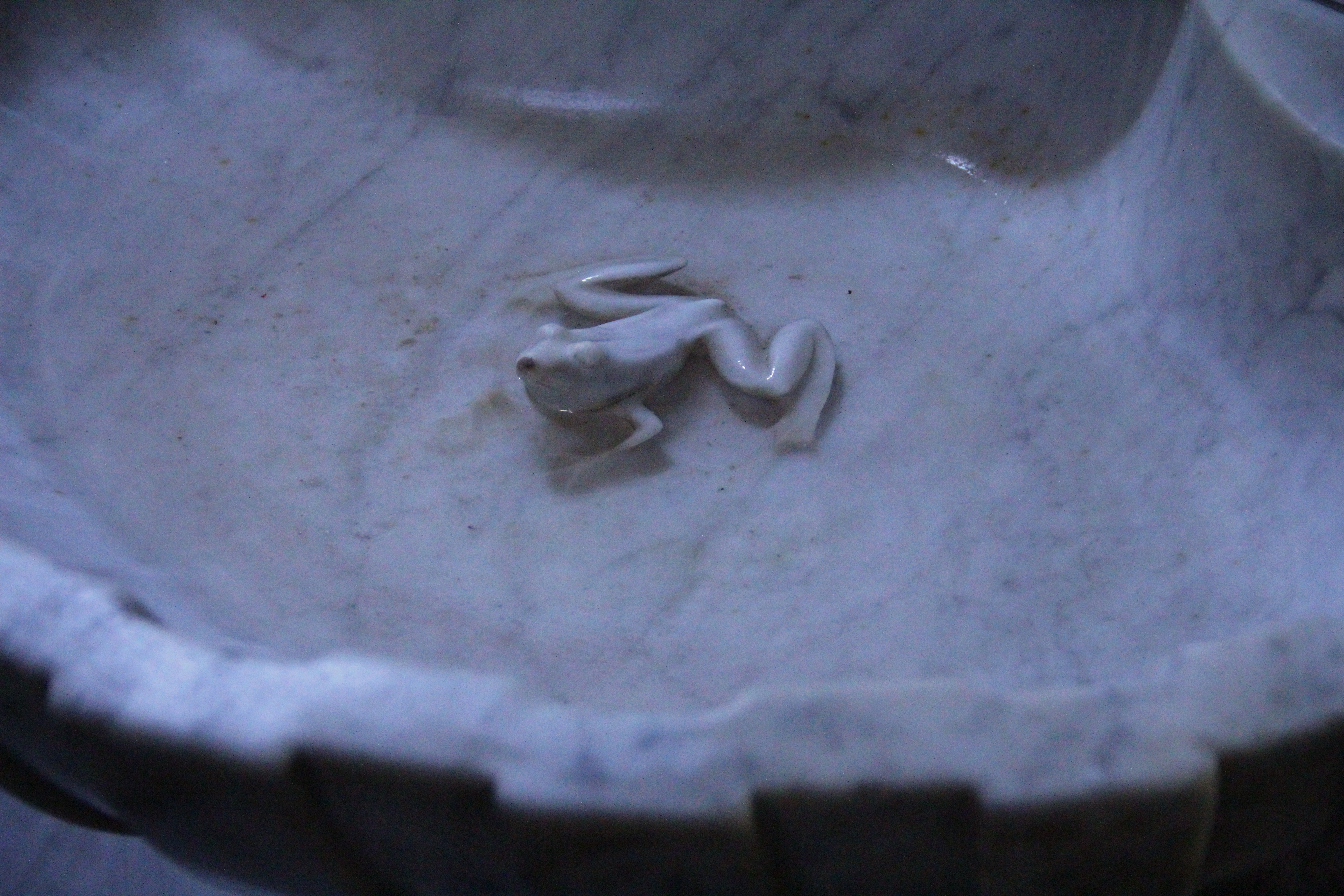
Bénitier.

## Extérieur
La hauteur donnée au déambulatoire, contrebute les voûtes hautes aussi n’y a-t-il pas d’arcs-boutants mais seulement des contreforts, et les voûtes du déambulatoire sont contrebutées seulement par l’épaisseur des murs et des massifs de maçonnerie, placés entre chaque chapelle rayonnante.
Les absidioles sont éclairées par trois fenêtres étroites avec embrasures très évasées, décorées de 4 colonnes, surmontées d’arcs brisés ; les dernières des colonnes reçoivent des arcs plus larges, ceux bandés d’une chapelle à l’autre. Les chapelles, par ces arcs, sont ainsi toutes réunies sous un même comble en appentis. Sous chaque étage de toiture : corniche à modillons.

## Fondateur et premier évêque de l’Église de Narbonne, Paul
Saint Paul est cité pour la première fois dans un texte du Ve siècle où son action évangélisatrice et protectrice en Narbonnaise est comparée à celle de Cucufat à Barcelone. Son nom est à nouveau évoqué au VIIe siècle par l’évêque d’Arles, saint Césaire, dans son traité De mysterio Sanctae Trinitatis, et par Grégoire de Tours dans l’Historia Francorum.
C’est à travers ce dernier écrit que naît une certaine ambiguïté quant à l’identité exacte de saint Paul. En effet, Grégoire de Tours le présente tantôt « comme un disciple des apôtres », tantôt comme l’un des « sept missionnaires » venus de Rome au milieu du IIIe siècle pour évangéliser la Gaule. Bien que de nombreuses légendes aient vu le jour au cours des siècles au sujet de saint Paul, depuis l’intervention du docteur en Sorbonne Jean de Launoy, en 1650, les historiens de Narbonne reconnaissent comme seul authentique le récit de Grégoire de Tours concernant saint Paul et les missionnaires venus de Rome au IIIe siècle pour évangéliser la Gaule.

## Sarcophage et cimetière paléochrétien
L’existence d’un cimetière paléochrétien fut confirmée par les fouilles réalisées entre 1942 et 1946, situé au chevet de l’église actuelle. Aujourd’hui, il est acquis que Saint Paul, fort probablement mort vers 250, fut inhumé dans une nécropole païenne, située en bordure de la voie Domitienne. La tombe en question, qui fit l’objet d’une grande vénération, fut à l’origine du premier cimetière chrétien. Autour de cette tombe se succédèrent une série de sanctuaires. Au Moyen Âge furent élevés les bâtiments de l’abbaye. Cette dernière, située au Nord du transept de l’église actuelle, était contiguë à ce sanctuaire qui fut tout au long du Moyen Âge une des grandes étapes de pèlerinage sur la via Tolosana.
Les recherches en archives ont permis de retrouver des diplômes de 782 et de 843, prouvant ainsi l’existence de ladite église et d’une communauté de clercs qui la desservaient. Dans le texte de 782, l’église de Saint-Paul était reconnue comme ecclesia, signifiant ainsi qu’elle était l’église la plus importante après la cathédrale. La communauté de clercs fut  sécularisée en 1206 et demeura jusqu’en 1791 une collégiale de chanoines séculiers.
Dès 1948, la délégation du comité des monuments historiques reconnaît l’importance du point de vue historique et artistique des découvertes survenues au cours des fouilles menées dans un premier temps en 1942 par l’abbé Sigal, et reprises en 1946 par M. Jannoray, professeur à la faculté de Montpellier, directeur des antiquités de la région, par M. Nodet, architecte en chef, par M. Bourely, architecte des monuments historiques, aidés de M. Joucla, entrepreneur-archéologue. Ces recherches archéologiques conduisirent à la découverte au flanc Nord de l’église Saint-Paul-Serge de Narbonne d’un groupe de sarcophages chrétiens de l’époque constantinienne, faisant partie d’un cimetière établi à l’emplacement même d’une nécropole païenne antérieure.
C’est dans cette même nécropole, située le long de la voie domitienne, que le premier évêque de Narbonne, saint Paul, mort au cours du IIIe siècle, aurait été inhumé. Des chrétiens faisant preuve d’une grande dévotion souhaitèrent être enterrés auprès de son tombeau, ce qui explique le nombre considérable de sarcophages retrouvés au cours de ces campagnes de fouilles.
Ces dernières furent conduites sur la petite place Dupleix, sise au flanc Nord de l’église, où furent découvertes les fondations de l’abside d’une cella memoriae, salle d’exposition de sarcophages antérieure à l’introduction du christianisme. Les vestiges d’un pavement de mosaïque s’y trouvaient encore.
Cet emplacement fut utilisé au IVe siècle pour y installer six sarcophages alignés côte à côte et distants les uns des autres de quelques centimètres : cinq de ces sarcophages sont en marbre de Saint-Pons, le sixième est un sarcophage commun de pierre acrotère.
Deux des cinq sarcophages sont sculptés. Dans son rapport, Paul Deschamps déclarait à propos des sarcophages : « L’un a le décor des tombes de l’École aquitaine. L’autre présente pour l’archéologie paléochrétienne un intérêt considérable car on y voit des motifs de sculpture appartenant à la symbolique païenne adaptés à la symbolique chrétienne ».
Dès 1946, cet ensemble fut enfermé dans une salle souterraine, protégée et aménagée pour la visite, reposant sur piliers. Deschamps ajoutait que « la délégation souhaiterait extraire les deux sarcophages sculptés pour en exécuter le moulage, puis les remettre en place, et présenter les copies devant le mur de fond ».
Afin d’aménager cette salle, des travaux furent effectués entre décembre 1947 et fin avril 1948.

## Restaurations récentes

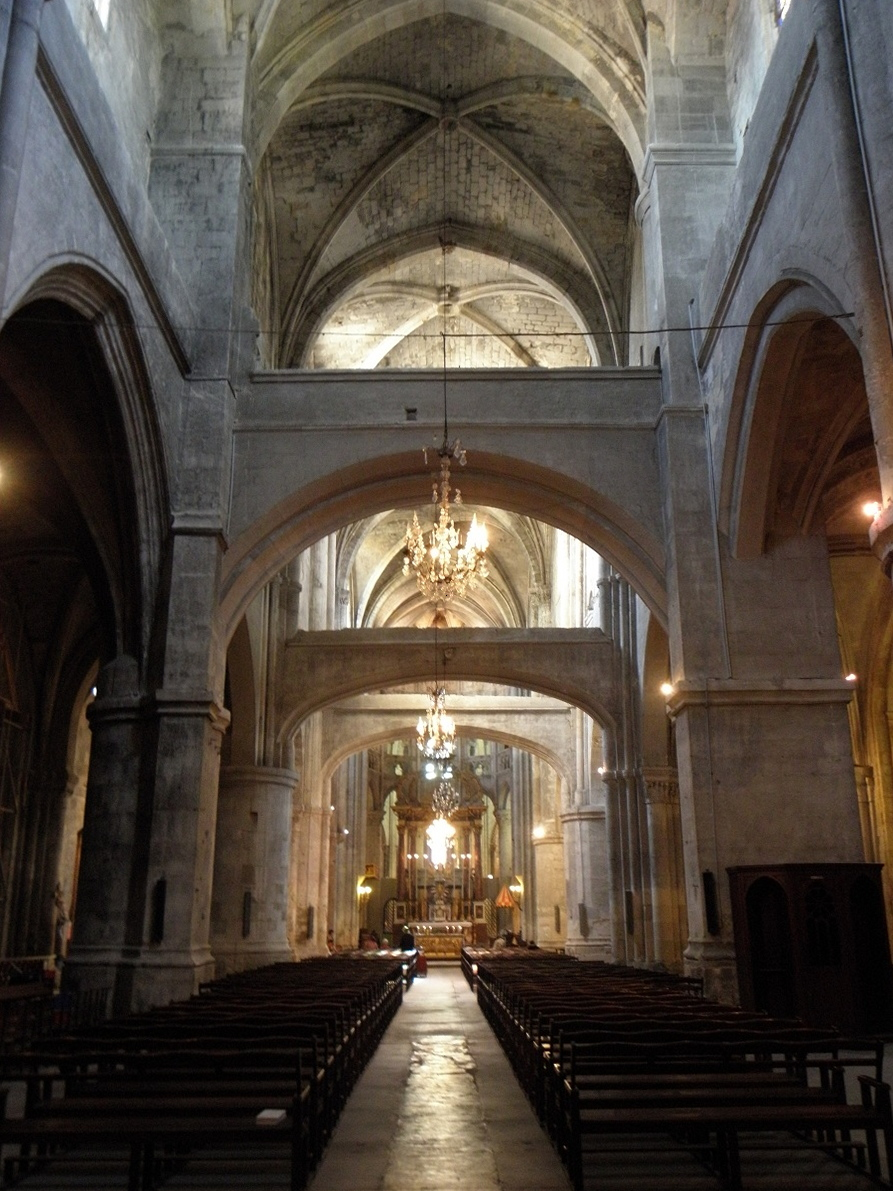
Intérieur de la basilique Saint-Paul

- 1976 : lors des travaux menés en 1976 au niveau des deux portails de l’église, une découverte fut faite. Lorsqu’on supprima les tambours inesthétiques constructions de bois, l’on s’aperçut qu’ils dissimulaient deux tableaux de vastes dimensions et d’un indéniable intérêt. Le tableau dit de « Saint Rustique » et le tableau dit de «Sainte Marie-Madeleine pénitente, en oraison dans sa grotte».
- 1980 : la démolition d’un îlot insalubre permit le dégagement de l’abside en révélant toute la qualité architecturale du chevet. Un courrier de Charles Bourely, architecte des Bâtiments de France, à M.Gally, directeur régional des affaires culturelles, daté du 29 avril 1980 signalait que cela avait également mis en évidence « le mauvais état de la couverture du déambulatoire et des absidioles, la ruine partielle des vitraux, et leur occultation en partie basse par des maçonneries de remplissage, enfin l’état pitoyable de conservation des vestiges du cimetière paléochrétien, naguère protégé par une couverture en tuiles plates à faible hauteur, en si mauvais état qu’elle ne protège plus rien et qu’elle rassemble au contraire les eaux pluviales dans la fouille au pied des murs ».
- 1983 : à la suite de ce dégagement, des travaux furent entrepris sous la direction de Mme Schmückle-Mollard pour aménager les abords extérieurs du chevet et remédier aux problèmes présentés ci-dessus. Il fut ainsi procédé à un nettoiement des façades, au drainage des fondations et à la réfection des toitures du déambulatoire et des chapelles rayonnantes.
- 1986 : révision de la génoise et réfection de l’enduit du bâtiment attenant à l’église, révision de la couverture de la chapelle Nord, mise en place de témoins sur le mur Ouest du transept Sud à hauteur du triforium, entretien des couvertures sur les chapelles Sud et réfection des descentes, protection polyester incolore et calfeutrement des baies du chevet et de deux baies Sud pour un montant de 134 948 francs, soit 20 572,69 €.
- 1er juillet au 31 octobre 1988 : restauration et protection de quatre baies des chapelles absidiales Sud et Sud-Est pour un montant de 70 624,03 francs, soit 10 766,56 €, sous la direction de Dominique Larpin, ACMH.
- 1990-1991 : réfection de l’étanchéité et du parement de la terrasse supérieure du clocher et restauration de la balustrade, pour un montant de 700 000 francs (pris en charge à hauteur de 365 000 francs pour l’État et 365 000 francs pour la commune), soit 106 714,31 €.
- 1992 : réfection des maçonneries, vitraux et protection des fenêtres hautes de la façade Sud, et maçonneries des baies du triforium Sud sous la direction de Régis Martin, ACMH.
- 1993-1994 : restauration des couvertures et des élévations des quatrième et cinquième travées du bas côté Sud pour un montant de 550 000 francs, soit 83 846,96 €.
- 1995 : démolition de deux bâtiments accolés à l’église situés aux 25 et 27 rues Dupleix et Arago.
- 1996 : restauration des élévations de l’église mises au jour après cette démolition.
- 1997-2000 : restauration des vitraux (mise hors d’air) sous la direction de Régis Martin. Le rapport d’étude préliminaire aux travaux de Régis Martin dénonçait la « déficience quasi-générale des verrières ».
- 2001-2002 : restauration des couvertures et des élévations de la chapelle Saint-Étienne pour un montant de 110 000 €. L’urgence des travaux se fit sentir lorsque le 13 décembre 1998, pendant l’office, des fragments de pierre détachés de la voûte tombèrent sur l’orgue.
- 2004-2005 : consolidation de la chapelle Saint-Étienne, dont la structure menace de s’effondrer (un bardage de bois est désormais visible sur le mur extérieur) et de la base du clocher.

## Tableau dit de «Saint Rustique»
Le premier figurait, grandeur nature, un archevêque debout reconnaissable à son pallium, mitre en tête, et se tenant près d’une inscription : « Orate pro me Rustico vestro » (priez pour votre Rustique). Pour rendre l’identification encore plus aisée, le peintre avait également reproduit la fameuse lettre du pape saint Léon. Il s’agissait donc ici d’un portrait de l’archevêque saint Rustique qui occupa le siège de Narbonne de 427 à 461.
Dans un coin de ce tableau, un détail permit de le dater. En effet, il comportait, discrètement traité, le blason de Mgr Le Goux de la Berchère, archevêque de 1703 à 1719. La peinture datait donc du début du XVIIIe siècle et se voulait un hommage à saint Rustique.

## Tableau dit de «Sainte Marie-Madeleine pénitente, en oraison dans sa grotte»
La seconde toile ne présentait pas l’intérêt d’histoire locale du portrait de saint Rustique, mais sa valeur artistique n’en demeurait pas moins incontestable. Ce tableau représentait Marie-Madeleine pénitente, en oraison dans sa grotte, à genoux tenant l'évangile entre ses mains. Le paysage qui apparaissait par l’entrée évoquait avec exactitude et réalisme celui du massif de la Sainte-Baume, en Provence, où la tradition veut que la pécheresse se soit retirée.
Ces deux œuvres d’art ainsi redécouvertes avaient évidemment beaucoup souffert des injures du temps. Grâce au concours de la municipalité, elles firent l’objet d’une soigneuse restauration.
Ces œuvres furent classées au titre des Monuments Historiques, le tableau de saint Rustique, le 22 mars 1977, celui représentant Marie-Madeleine pénitente, le 22 juillet 1983.